# Koncert (album Lombardu)
Koncert – album koncertowy zespołu Lombard, wydany w roku 1989 nakładem wydawnictwa Wifon.
Nagrania zrealizowano podczas koncertów 19 i 20 maja 1989 w Teatrze STU w Krakowie. Realizacja nagrań – Jacek Mastykarz. Asystent – Halina Jarczyk. Adaptacja – Alek Galas. Projekt graficzny i foto – Jacek Gulczyński. Koncert jest kolejną płytą, która nie przyniosła większego oddźwięku wśród fanów zespołu. Album został wydany na winylu oraz kasecie magnetofonowej.

## Lista utworów
źródło:.
Strona A
1. „W moim oknie” (muz. Robert Kalicki)
2. „Słona mamona” (muz. Piotr Zander, Robert Kalicki, Henryk Baran, Artur Malik – sł. Małgorzata Ostrowska)
3. „Krótki odlot” (muz. Henryk Baran – sł. Małgorzata Ostrowska)
4. „Będzie kiedyś” (muz. Piotr Zander – sł. Małgorzata Ostrowska)
5. „Dotykaj mnie” (muz. Robert Kalicki – sł Małgorzata Ostrowska)
6. „Taki silny, taki wierny” (muz. Piotr Zander – sł. Małgorzata Ostrowska)

Strona B
1. „Gadaj, gadaj” (muz. Henryk Baran – sł. Małgorzata Ostrowska)
2. „Jak cel” (muz. Robert Kalicki – sł. Małgorzata Ostrowska)
3. „Smak popiołu” (muz. Robert Kalicki – sł. Małgorzata Ostrowska)
4. „Jej głos po tamtej stronie” (muz. Piotr Zander, Robert Kalicki, Henryk Baran, Artur Malik – sł. Małgorzata Ostrowska)
5. „W moim oknie II” (muz. Robert Kalicki – sł. Małgorzata Ostrowska)

## Muzycy
źródło:.
- Małgorzata Ostrowska – śpiew
- Robert Kalicki – śpiew, instrumenty klawiszowe
- Piotr Zander – śpiew, gitara
- Henryk Baran – śpiew, gitara basowa
- Artur Malik – śpiew, perkusja